# Danh sách danh sách
Đây là một danh sách chưa hoàn tất, và có thể sẽ không bao giờ thỏa mãn yêu cầu hoàn tất. Bạn có thể đóng góp bằng cách mở rộng nó bằng các thông tin đáng tin cậy.
Dưới đây là những danh sách có trong Wikipedia tiếng Việt.

## Âm nhạc
- Danh sách các nhà soạn nhạc cổ điển
- Thuật ngữ tiếng Ý trong âm nhạc
- Tuyển tập nhạc Chúc tụng của Schemelli
- Danh sách các bài hát của Queen
- 500 bài hát vĩ đại nhất (danh sách của Rolling Stone)

## Các cuộc thi sắc đẹp
- Danh sách Hoa hậu Thế giới
- Danh sách Hoa hậu Hoàn vũ
- Danh sách Hoa hậu Quốc tế
- Danh sách Hoa hậu Trái Đất
- Danh sách đại diện của Việt Nam tại các cuộc thi sắc đẹp lớn
- Danh sách đại diện của Mỹ tại các cuộc thi sắc đẹp lớn

## Điện ảnh
- Danh sách phim được xem là hay nhất
- Danh sách điện ảnh theo quốc gia
  - Mỹ
    - Loạt danh sách 100 năm... của Viện phim Mỹ
      - Danh sách 100 phim hay nhất của Viện phim Mỹ
      - Danh sách 100 ngôi sao điện ảnh của Viện phim Mỹ
      - Danh sách 100 phim hài của Viện phim Mỹ
      - Danh sách 100 phim giật gân của Viện phim Mỹ
      - Danh sách 100 phim lãng mạn của Viện phim Mỹ
      - Danh sách 100 anh hùng và kẻ phản diện của Viện phim Mỹ
      - Danh sách 100 ca khúc trong phim của Viện phim Mỹ
      - Danh sách 100 câu thoại đáng nhớ trong phim của Viện phim Mỹ
      - Danh sách 100 năm nhạc phim của Viện phim Mỹ
      - Danh sách 100 phim truyền cảm hứng của Viện phim Mỹ
      - Danh sách 100 năm phim ca nhạc của Viện phim Mỹ
      - Danh sách 100 phim hay nhất của Viện phim Mỹ (phiên bản kỷ niệm 10 năm)
      - Danh sách 10 phim hay nhất thuộc 10 thể loại của Viện phim Mỹ

    - Danh sách các bộ phim dựa trên Marvel Comics

  - Trung Quốc
    - Danh sách diễn viên Trung Quốc

  - Hàn Quốc
    - Danh sách diễn viên Hàn Quốc

  - Hồng Kông
    - Danh sách diễn viên Hồng Kông
    - Danh sách phim của Thành Long

  - Đài Loan
    - Danh sách diễn viên Đài Loan

  - Nhật Bản
    - Danh sách nam diễn viên Nhật Bản
    - Danh sách nữ diễn viên Nhật Bản

  - Việt Nam
    - Danh sách phim điện ảnh Việt Nam
      - 1923–1999
      - 2000–2019
      - 2020–nay

    - Danh sách diễn viên Việt Nam

  - Argentina
    - Danh sách các bộ phim của Argentina những năm 1930

## Truyền hình và giải trí

### Truyền hình
- Danh sách thí sinh tham gia America's Next Top Model
- Danh sách bài hát trong Thần tượng âm nhạc: Vietnam Idol (Mùa 2)
- Danh sách thần tượng Nhật Bản
- Danh sách thần tượng áo tắm Nhật Bản
- Danh sách các kênh Cartoon Network quốc tế
- Danh sách kênh truyền hình của VTC
- Danh sách kênh truyền hình của VTVCab
- Danh sách các chương trình phát sóng của Đài Truyền hình Việt Nam
- Danh sách kênh truyền hình tại Việt Nam
- Danh sách trạm phát sóng truyền hình analog tại Việt Nam

### Truyện tranh
- Danh sách mangaka
- Danh sách manga bán chạy nhất
- Danh sách tác giả manga
- Danh sách chương truyện Đội quân Doraemon đặc biệt
- Danh sách nhân vật trong Little Busters!
- Danh sách nhân vật trong Doraemon
- Danh sách nhân vật trong Naruto
  - Danh sách nhân vật phụ trong Naruto
- Danh sách nhân vật trong One Piece
- Danh sách nhân vật trong Fairy Tail
- Danh sách nhân vật trong Bảy viên ngọc rồng
- Danh sách nhân vật trong InuYasha
- Danh sách nhân vật trong Bleach
- Danh sách nhân vật trong Thám tử lừng danh Conan
- Danh sách nhân vật trong Cardcaptor Sakura
- Danh sách nhân vật Noragami
- Danh sách nhân vật Sword Art Online
- Danh sách nhân vật trong Tsubasa Giấc mơ sân cỏ
- Danh sách nhân vật trong Kattobi Itto

### Hoạt ảnh
- Danh sách anime
- Danh sách tập phim Amphibia
- Danh sách tập phim Doraemon
  - Danh sách tập phim Doraemon (năm 1979–87)
  - Danh sách tập phim Doraemon (năm 1988–96)
  - Danh sách tập phim Doraemon (năm 1997–tháng 3 năm 2005)
- Danh sách bảo bối trong Doraemon
- Danh sách tập phim Gravity Falls
- Danh sách series anime theo số tập
- Danh sách nhân vật trong Transformers: Prime

### Trò chơi điện tử
- Danh sách trò chơi Nintendo Switch
- Danh sách trò chơi Wii
- Danh sách trò chơi điện tử do Key phát triển
- Danh sách trò chơi điện tử Doraemon
- Danh sách trò chơi của Strategy First
- Danh sách trò chơi của Electronic Arts
- Danh sách trò chơi của 505 Games
- Danh sách trò chơi theo năm
- Danh sách trò chơi điện tử Naruto
- Danh sách trò chơi của Paradox Interactive
- Danh sách trò chơi của Climax Studios

## Chính trị
- Các Tổng thống Cộng hòa Liên bang Đức
- Các Tổng thống Hoa Kỳ
- Các Thủ tướng Anh
- Các Thủ tướng Canada
- Danh sách chính đảng tại Cộng hòa Nhân dân Trung Hoa
- Các Thủ tướng Việt Nam
- Danh sách Bí thư tỉnh thành Việt Nam nhiệm kỳ 2010-2015
- Danh sách Bí thư tỉnh thành Việt Nam nhiệm kỳ 2015-2020
- Danh sách Bí thư tỉnh thành Việt Nam nhiệm kỳ 2020-2025

## Khoa học tự nhiên

### Toán học
- Các nhà toán học

### Vật lý
- Các nhà vật lý
- Những người đoạt giải Nobel Vật lý
- Danh sách màu

### Hóa học
- Những người đoạt giải Nobel Hóa học
- Các nhà hóa học
- Danh sách nguyên tố hóa học theo tên

### Sinh học
- Danh sách những cây cần ưu tiên
- Danh mục sách đỏ động vật Việt Nam
- Danh sách sinh vật được đặt tên theo người nổi tiếng
- Danh sách sinh vật định danh theo Việt Nam

### Thiên văn học
- Danh sách các chòm sao
- Danh sách các nhà thiên văn học

### Khí tượng học
- Danh sách 24 tiết khí trong lịch các nước phương đông
- Danh sách các kỷ lục xoáy thuận nhiệt đới
- Danh sách quốc gia theo lượng khí thải carbon dioxide

### Địa lý/Địa chất
- Danh sách các nước trên thế giới
- Các bài quốc ca trên thế giới
- Danh sách các nước không còn nữa
- Danh sách các nước theo số dân
- Danh sách các niên đại địa chất
- Danh sách các nước chư hầu thời Xuân Thu Chiến Quốc

## Khoa học xã hội

### Lịch sử
- Vua Việt Nam
- Danh sách các tước hiệu quý tộc Âu châu
- Danh sách quân chủ Pháp
- Danh sách vua nhà Nguyên
- Danh sách vua của đế quốc Ottoman
- Danh sách vua nhà Minh
- Danh sách vua nhà Thanh
- Danh sách sự kiện lịch sử Trung Quốc
- Danh sách các trận đánh trong lịch sử Trung Quốc

### Ngôn ngữ học
- Các nhà ngôn ngữ học
- Danh sách ngôn ngữ theo tổng số người nói
- Bảng thuật ngữ ngôn ngữ học
- Bảng thuật ngữ ngữ âm học

### Văn học
- Danh sách nhà văn Trung Quốc
- Danh sách nhà văn Nhật Bản
- Danh sách điển tịch văn học cổ điển Trung Quốc
- Danh sách nhân vật hư cấu trong Tam quốc diễn nghĩa

## Quân sự
- Danh sách các Thống tướng trên thế giới
- Các Nguyên soái Liên bang Xô viết
- Các Đô đốc Hạm đội Liên bang Xô viết
- Danh sách vũ khí
- Danh sách các loại súng
- Danh sách các tên lửa
- Danh sách máy bay
- Các loại vũ khí trong chiến tranh Việt Nam
- Danh sách các loại máy bay quân sự của Hoa Kỳ
- Danh sách các cuộc xung đột ở châu Âu
- Danh sách các cuộc nội chiến
- Danh sách các trận đánh Trung Quốc
- Danh sách các trận đánh Triều Tiên
- Danh sách các trận đánh Nhật Bản
- Danh sách võ tướng Trung Quốc

## Thể thao

### Đua xe đạp
- Các nhà vô địch Vòng quanh nước Pháp (Tour de France)

### Đua xe hơi
- Các nhà vô địch thế giới Công thức 1 (Formula 1)

### Quần vợt
- Danh sách vô địch đôi Wimbledon
- Danh sách vô địch đôi nam nữ Wimbledon
- Danh sách vô địch đơn nam Wimbledon
- Danh sách vô địch đơn nữ Wimbledon
- Những người đoạt Grand Slam quần vợt

## Tôn giáo
- Danh sách 28 tổ Thiền tông Ấn Độ
- Danh sách 6 tổ Thiền tông Trung Hoa
- Ba mươi hai tướng tốt của một vị Phật hay một vị Chuyển Luân Vương
- 12 lời nguyện của Phật Dược Sư Lưu Li Quang
- 48 lời nguyện của Phật A Di Đà
- Tám mươi vẻ đẹp của Phật
- Danh sách các vị Đạt Lai Lạt Ma
- Danh sách các giáo hoàng
- Danh sách thánh Kitô giáo
- Danh sách Thánh Công giáo Việt Nam
- Danh sách Giám mục người Việt
- Danh sách Hồng y người Việt

## Y tế
- Những người đoạt giải Nobel Y học
- Danh sách các bệnh có liên quan đến dioxin

## Truyền thông thông tin
- Danh sách các đài truyền hình ở Nam Mỹ
- Danh sách báo chí Trung Quốc

## Các danh sách khác
- Danh sách Han
- Những người đoạt giải Nobel
- Danh sách 64 quẻ của Kinh Dịch
- Danh sách một số họ phổ biến
- Các nước xuất khẩu cà phê
- Danh sách các thành phố tại Cộng hòa Nhân dân Trung Hoa theo dân số
- Danh sách các trò chơi truyền thống của Việt Nam
- Danh sách trò chơi truyền thống Nhật Bản
- Danh sách thuật ngữ tiếp thị

### Trang chắc chắn được liệt kê
- Danh sách các danh sách - đây là một danh sách các danh sách, nên nó chứa chính nó.[a]